# Seznam architektů
Seznam architektů podle historického období. Kritériem pro uvedení architekta v seznamu je jeho významnost podle hledisek Wikipedie.[ujasnit]

## Od starověku po 12. století
- Imhotep
- Hemiunu
- Senenmut
- Amenhotep, syn Hapuův
- Feidiás
- Anthémios z Trallu
- Iktinos
- Isidor z Milétu
- Kallikratés
- Libón z Élidy
- Mnésiklés
- Nimrod
- Marcus Vitruvius Pollio
- Vivasvat

## 13. století
- Arnolfo di Cambio
- Robert de Luzarches
- Villard de Honnecourt

## 14. století
- Giotto di Bondone
- Matyáš z Arrasu
- Jan Parléř starší
- Jan Parléř
- Jindřich IV. Parléř
- Michael Parléř z Gmündu
- Petr Parléř
- Václav Parléř

## 15. století
- Leon Battista Alberti
- Donato d'Angelo Bramante
- Filippo Brunelleschi
- Leonardo da Vinci
- Michelozzo

## 16. století
- Galeazzo Alessi
- Bartolomeo Ammanati
- Bartolomeo Baccio Bandinelli
- Michelangelo Buonarroti
- Domenico Fontana
- Antonio da Sangallo mladší
- Antonio da Sangallo starší
- Andrea Palladio
- Baldassare Peruzzi
- Giovanni Sallustio Peruzzi
- Giacomo della Porta
- Georg Reinhardt
- Jacopo Sansovino
- Vincenzo Scamozzi
- Raffael Santi
- Sebastiano Serlio
- Mimar Sinan
- Jacopo Barozzi da Vignola

## 17. století
- Gian Lorenzo Bernini
- Francesco Borromini
- Santino de Bossi
- Bernard Canevalle
- Jan Dominik Canevalle
- Marek Antonín Canevalle
- Francesco Caratti
- Pietro da Cortona
- Carlo Fontana
- Guarino Guarini
- Nicholas Hawksmoor
- Ustad Isa
- Inigo Jones
- Carlo Lurago
- Giovanni Battista Maderna
- Carlo Maderno
- Jan Baptista Mathey
- Giovanni Domenico Orsi
- Alessandro Pieroni
- Giovanni Battista Pieroni
- Carlo Rainaldi
- Girolamo Rainaldi
- Nicolò Sebregondi
- Andrea Spezza
- Domenico Trezzini
- Christopher Wren

## 18. století
- Robert Adam
- Giovanni Battista Alliprandi
- Pavel Ignác Bayer
- Karel Antonín Canevalle
- Jan Jakub Antonín Canevalle
- Étienne-Louis Boullée
- Kilián Ignác Dientzenhofer
- Kryštof Dientzenhofer
- Johann Bernard Fischer z Erlachu
- Claude William Chambers
- Johann Lucas von Hildebrandt
- James Hoban
- Thomas Jefferson
- William Kent
- Benjamin Henry Latrobe
- Jules Hardouin-Mansart
- John Nash
- Johann Balthasar Neumann
- Nicolò Pacassi
- Giuseppe Piermarini
- Jan Blažej Santini-Aichel
- Bartolomeo Scotti
- Jacques-Germain Soufflot
- Luigi Vanvitelli

## 19. století
- Paul Abadie
- Dankmar Adler
- Charles Barry
- Frédéric Auguste Bartholdi
- Antonín Viktor Barvitius
- Charles Bulfinch
- William Burges
- Pierre Cuypers
- Gustave Eiffel
- Charles Garnier
- Georg von Hauberrisser
- Richard Morris Hunt
- Henri Labrouste
- William LeBaron Jenney
- Charles Rennie Mackintosh
- Frederick Law Olmsted
- Joseph Paxton
- August Pugin
- Augustus Pugin
- James Renwick
- Henry Hobson Richardson
- John Root
- George Gilbert Scott
- George Gilbert Scott mladší
- Friedrich Setz
- Gottfried Semper
- Louis Sullivan
- Eugène Viollet-le-Duc
- Stanford White
- Otto Wagner

## 20. století
- Alvar Aalto
- Christopher Alexander
- Tadao Andó
- Paul Andreu
- Marc Angélil (AGPS)
- Wiel Arets
- Architecture Studio
- Erik Gunnar Asplund
- Gae Aulentiová
- Václav Aulický
- Šigeru Ban
- Luis Barragan
- Alfred Berger (+ Tiina Parkkinenová)
- Frederic Bereder
- Henrik Petrus Berlage
- Gottfried Böhm
- Ricardo Bofill
- Boora Architects
- Mario Botta
- Dough Branson (Branson Coates)
- Marcel Lajos Breuer
- J. van den Broek
- Will Bruder
- Gordon Bunshaft
- John Burgee
- Daniel Burnham
- Santiago Calatrava
- Alberto Campo Baeza
- Nigel Coates (Branson Coates)
- Lise Ann Couture (Asymptote)
- Justus Dahinden
- Willem Marinus Dudok
- Alois Dryák
- Erik van Egeraat
- Steven Ehrlich
- Peter Eisenman
- Otto Eisler
- Sverre Fehn
- Frederick Fisher
- Norman Foster
- Jaroslav Fragner
- Massimiliano Fuksas
- Buckminster Fuller
- František Lýdie Gahura
- Antoni Gaudí
- Frank Gehry
- Cass Gilbert
- Josef Gočár
- Richard Nash Gould
- Sarah Graham (AGPS)
- Michael Graves
- Walter Burley Griffin
- Nicholas Grimshaw
- Walter Gropius
- Zaha Hadid
- Alfréd Hajós (Arnold Guttmann)
- Hiroši Hara
- Wallace Harrison
- Cvi Hecker
- Jacques Herzog
- Vlastislav Hofman
- Charles Holden
- Steven Holl
- Hans Hollein
- Karel Honzík
- Raymond Hood
- David Hovey
- Friedensreich Hundertwasser
- David Chipperfield
- Josef Chochol
- Ondřej Chybík
- Arata Isozaki
- Tojó Itó
- Arne Jacobsen
- Helmut Jahn
- Minoru Jamasaki
- Vincent James
- Pavel Janák
- Eva Jiřičná
- Philip Johnson
- Fay Jones
- Louis Kahn
- Jan Kaplický
- Vladimír Karfík
- Rem Koolhaas
- Jan Kotěra
- Emil Králík
- Michal Krištof
- Le Corbusier (Charles Jeanneret)
- Daniel Libeskind
- Maya Lin
- Evžen Linhart
- Adolf Loos
- Ladislav Machoň
- Kunio Maekawa
- Fumihiko Maki
- McKim, Mead, and White
- Richard Meier
- Erich Mendelsohn
- Pierre de Meuron
- Ludwig Mies van der Rohe
- Vlado Milunić
- Rafael Moneo
- Charles Moore
- Julia Morgan
- William Morris
- Eric Owen Moss
- Glenn Murcutt
- Richard Neutra
- Oscar Niemeyer
- Oscar Nitzchke
- Christian Norberg-Schulz
- Jean Nouvel
- Vít Obrtel
- O.M.A.
- Jacobus Johannes Pieter Oud
- Tiina Parkkinen (+ Alfred Berger)
- Ieoh Ming Pei
- Reto Pfenninger (AGPS)
- Renzo Piano
- Giò Ponti
- John Portman
- Christian de Portzamparc
- Wolf Prix (Coop Himmelb(l)au)
- Jean Prouvé
- Riccardo Ragozzino
- Hani Rashid (Asymptote)
- Steen Eiler Rasmussen
- Karel Řepa
- Gerrit Rietveld
- Kevin Roche
- Richard Rogers
- Aldo Rossi
- Paul Rudolf
- Eero Saarinen
- Eliel Saarinen
- Moše Safdie
- Carlo Scarpa
- Giles Gilbert Scott
- Harry Seidler
- Shreeve, Lamb, and Harmon
- Paul Schmitthenner
- Manuel Scholl (AGPS)
- Alvaro Siza
- Skidmore, Owings, and Merrill
- Jan Sødergaard (KHRAS)
- Paolo Soleri
- Eduardo Souto de Moura
- Albert Speer
- Thomas Spiegelhalter
- James Stirling
- Edward Durrell Stone
- Helmut Swiczinsky (Coop Himmelb(l)au)
- Kenzó Tange
- Bruno Taut
- Jørn Utzon
- William van Alen
- Aldo van Eyck
- Vojtěch Vanický
- Robert Venturi
- Makoto Sei Watanabe
- West 8
- Jan Wils
- Frank Lloyd Wright
- Ken Yeang

## 21. století
- Gerd Priebe